# Dundee Football Club 2016-2017
Questa voce raccoglie le informazioni riguardanti il Dundee Football Club nelle competizioni ufficiali della stagione 2016-2017.

## Rosa
Ultimo aggiornamento a marzo 2017
| N. |                             | Ruolo | Calciatore              |
| -- | --------------------------- | ----- | ----------------------- |
| 1  | Scozia (bandiera)           | P     | Scott Bain              |
| 3  | Scozia (bandiera)           | D     | Kevin Holt              |
| 4  | Inghilterra (bandiera)      | D     | James Vincent           |
| 5  | Irlanda del Nord (bandiera) | D     | James McPake (capitano) |
| 6  | Irlanda (bandiera)          | D     | Darren O'Dea            |
| 7  | Inghilterra (bandiera)      | C     | Tom Hateley             |
| 8  | Scozia (bandiera)           | C     | Nicky Low               |
| 9  | Scozia (bandiera)           | A     | Rory Loy                |
| 10 | Irlanda del Nord (bandiera) | C     | Michael Duffy           |
| 11 | Inghilterra (bandiera)      | C     | Danny Williams          |
| 12 | Scozia (bandiera)           | P     | David Mitchell          |
| 14 | Inghilterra (bandiera)      | C     | Mark O'Hara             |
| 15 | Inghilterra (bandiera)      | C     | Kane Hemmings           |
| 16 | Spagna (bandiera)           | D     | Julen Etxabeguren       |

| N. |                        | Ruolo | Calciatore           |
| -- | ---------------------- | ----- | -------------------- |
| 17 | Scozia (bandiera)      | C     | Nick Ross            |
| 18 | Scozia (bandiera)      | C     | Paul McGowan         |
| 19 | Paesi Bassi (bandiera) | A     | Yordi Teijsse        |
| 20 | Francia (bandiera)     | A     | Faissal El Bakhtaoui |
| 21 | Canada (bandiera)      | A     | Marcus Haber         |
| 22 | Estonia (bandiera)     | A     | Henrik Ojamaa        |
| 23 | Paesi Bassi (bandiera) | C     | Marc Klok            |
| 25 | Scozia (bandiera)      | D     | Sam Dryden           |
| 26 | Bulgaria (bandiera)    | D     | Kostadin Gadžalov    |
| 27 | Australia (bandiera)   | D     | Jesse Curran         |
| 30 | Scozia (bandiera)      | D     | Cammy Kerr           |
| 33 | Scozia (bandiera)      | C     | Craig Wighton        |
| 45 | Scozia (bandiera)      | D     | Daniel Higgins       |
| 55 | Francia (bandiera)     | D     | Kévin Gomis          |